# Bicske
Bicske [ˈbitʃkɛ] ist eine ungarische Stadt im gleichnamigen Kreis im Komitat Fejér.

## Geografische Lage
Bicske liegt 37 Kilometer nordöstlich des Komitatssitzes Székesfehérvár und 30 Kilometer westlich des Zentrums der ungarischen Hauptstadt Budapest.

## Geschichte
Die erste urkundliche Erwähnung des Ortes erfolgte im Jahre 1306, während die gleichnamige Herrscherfamilie bereits 1258 erwähnt wurde. Um 1541 stand das Gebiet unter osmanischer Herrschaft. Bis 1686 sank die Einwohnerzahl erheblich. Ein Jahr später, nach der Schlacht bei Mohács, besserte sich die Entwicklung der Stadt, die im Zuge einer Gebietsreform zu einem Verwaltungssitz einer Gebietskörperschaft wurde und 1773 das Marktrecht erhielt.
Die Eisenbahn hielt 1884 Einzug in Bicske, als die letzte Hauptstadt-Trasse zwischen Budapest und Újszőny eröffnet wurde. Später wurde auch eine Lokalbahn angeschlossen, die es mit Székesfehérvár verbanden (letztere wurde in den 1970er Jahren für den Personentransport eingestellt, aber der Güterverkehr wird fortgesetzt). Mit dem Bau der Bahn stieg die Einwohnerzahl fortlaufend an. 1877 wurde der Sitz der Gebietsverwaltung allerdings nach Vál verlegt. Im Jahr 1913 gab es in der damaligen Großgemeinde 1024 Häuser und 6739 Einwohner auf einer Fläche von 15.552 Katastraljochen. Sie gehörte zu dieser Zeit zum Bezirk Vál im Komitat Fejér.  1921 wurde die Bahnstrecke Budapest–Győr als erste Strecke in Ungarn elektrifiziert, was die Verbindung nach Budapest bedeutend verbesserte.
Der Zweite Weltkrieg brachte außerordentlich große Schäden in der Stadt mit sich, die Industrie und die Infrastruktur wurden zum Großteil dem Erdboden gleichgemacht. 1945 wurde der Sitz der Gebietsverwaltung nach Bicske zurückverlegt. Am 1. Januar 1986 wurde es zur Stadt erhoben.

## Städtepartnerschaften
- Altshausen, Deutschland, seit 1995[2]
- Băile Tușnad, Rumänien, seit 2006[2]
- Reci, Rumänien, seit 2013[2]
- Tschop (Чоп), Ukraine, seit 2016[2]

## Sehenswürdigkeiten
- Römisch-katholische Kirche Szentháromság, erbaut 1770 im barocken Stil mit eigener Pfarrei
- Heimatgeschichtliches und Weinmuseum Báder (Báder Helytörténeti és Bormúzeum)
- Ruinen der Sternwarte (19. Jahrhundert)
- Kirchenruinen aus dem 12. Jahrhundert

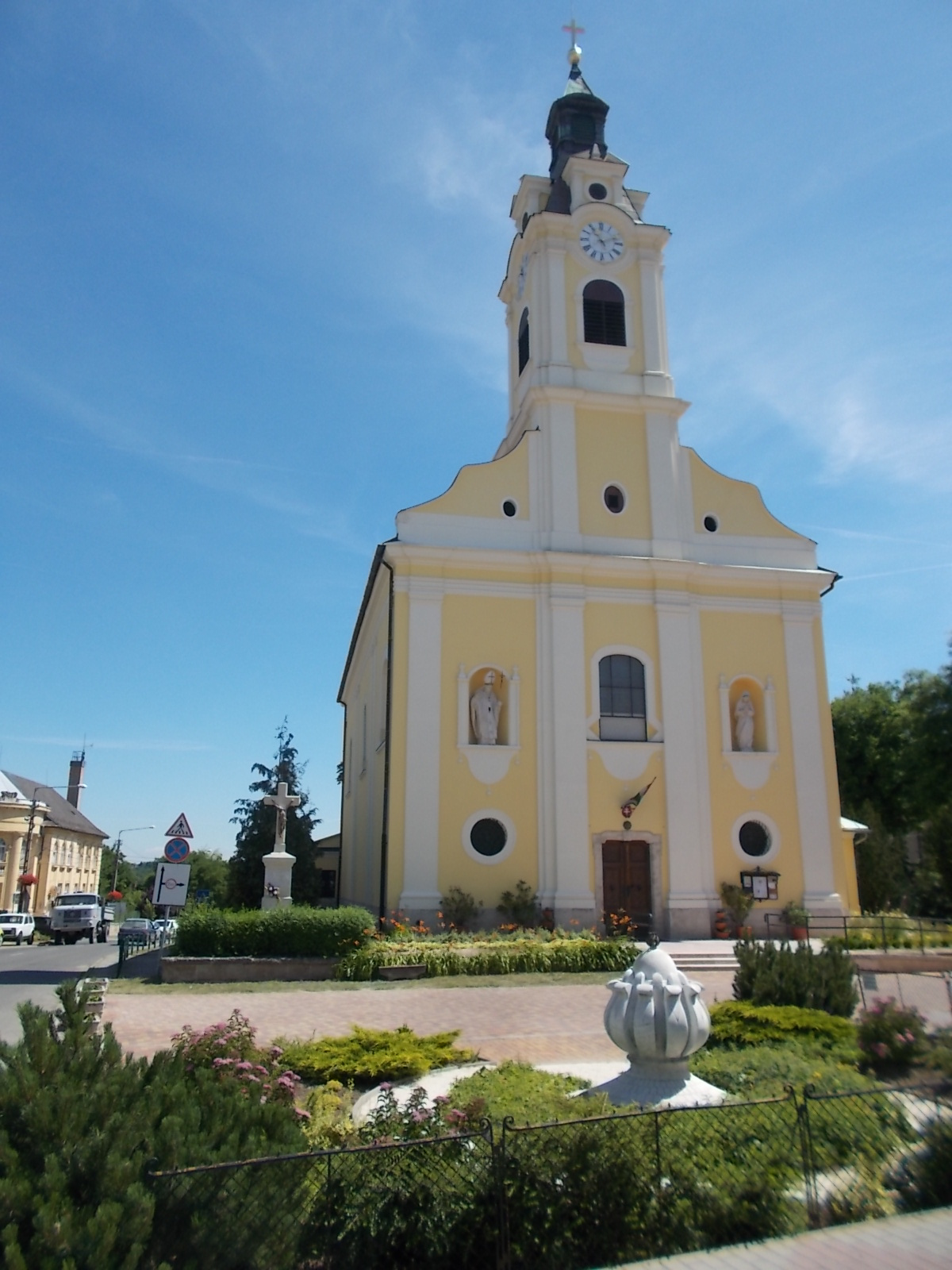
Römisch-katholische Kirche Szentháromság
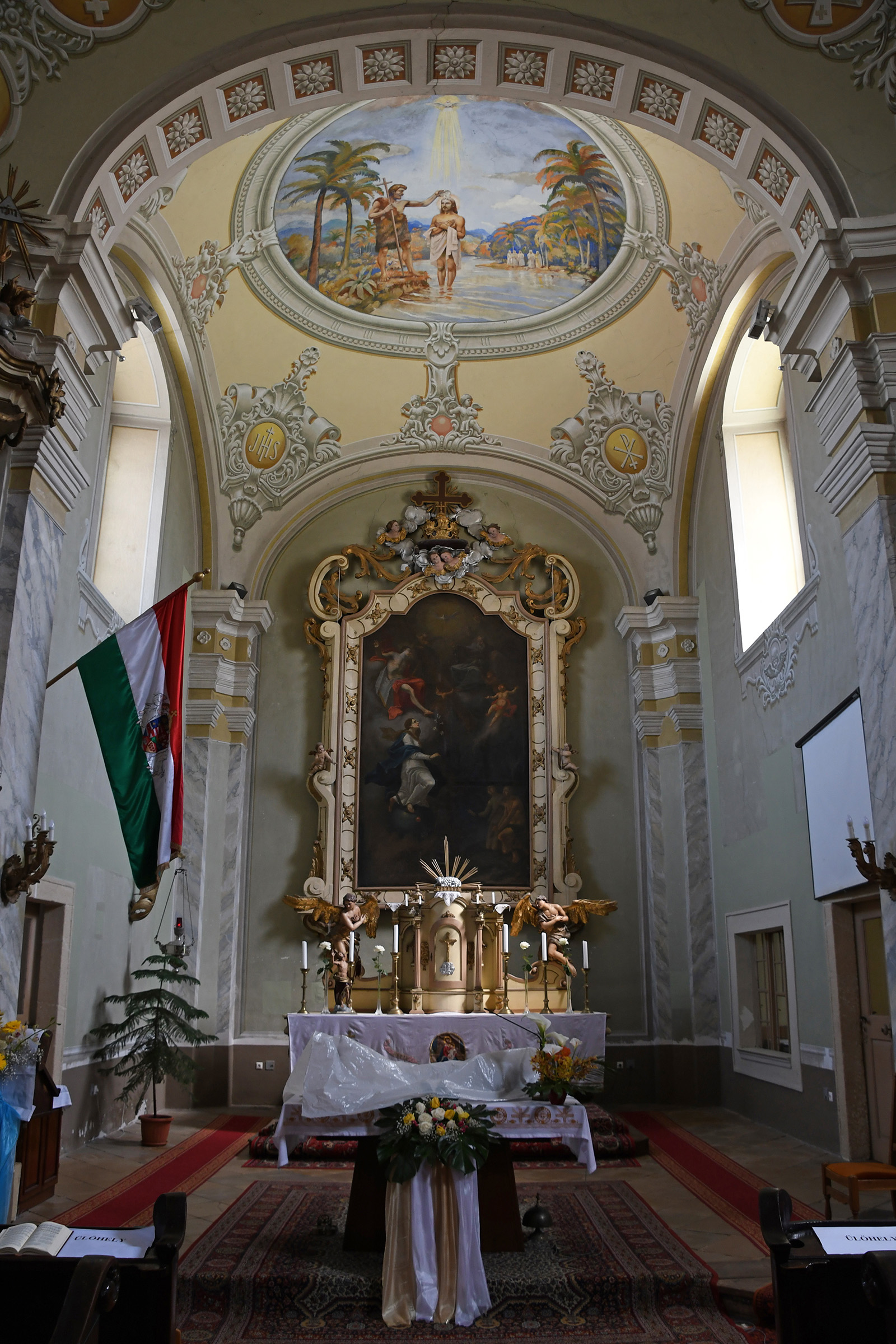
Blick auf den Altar der römisch-katholischen Kirche
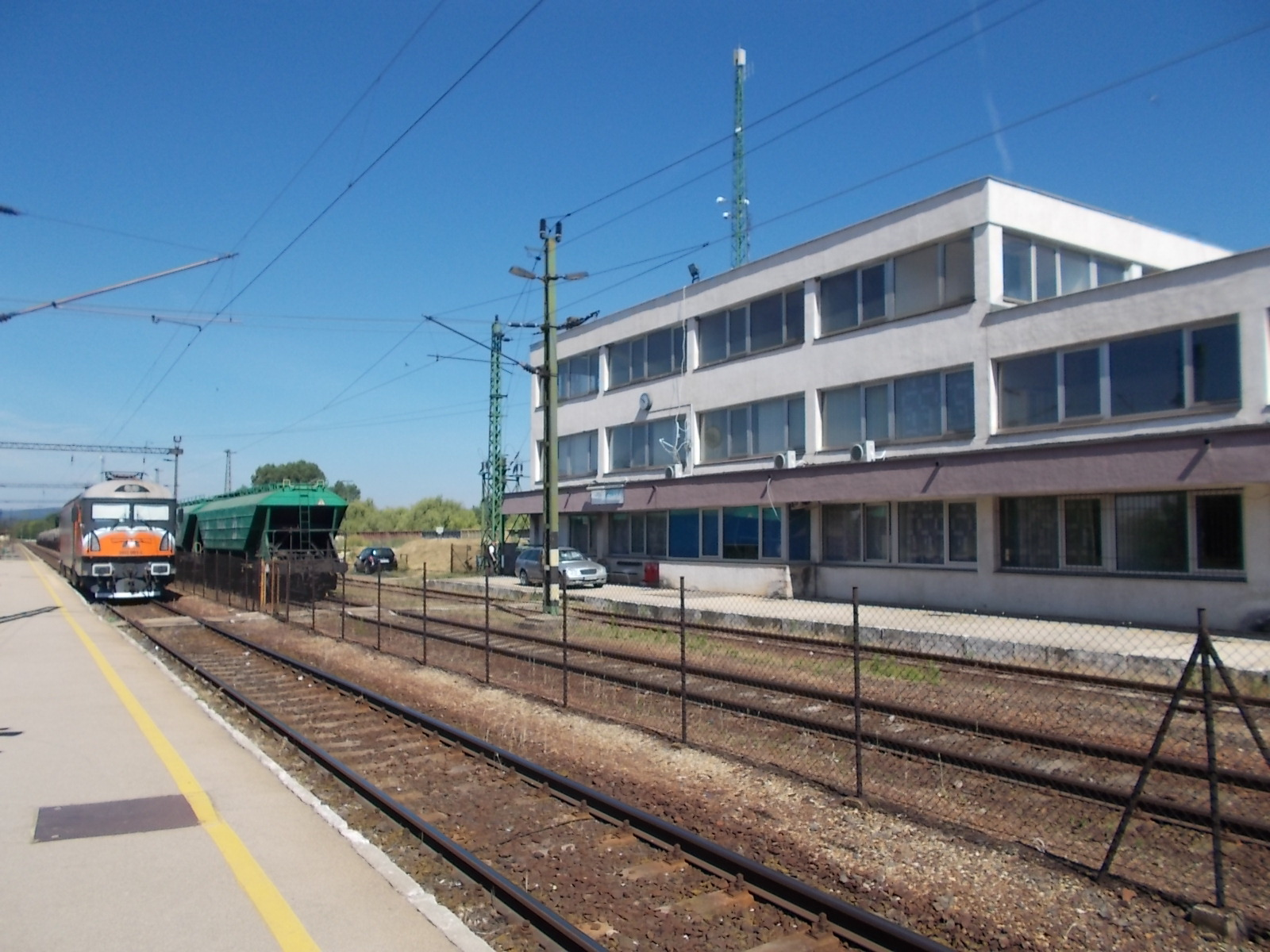
Bahnhofsgebäude

## Verkehr
Bicske hat zwei Bahnhöfe, Bicske und Bicske alsó, und liegt an der Bahnstrecke Budapest–Győr–Hegyeshalom–Wien. Schnellzüge fahren von hier in Richtung Budapest, Győr, Rajka, Sopron und Szombathely. Die Stadt liegt an der Hauptstraße Nr. 1, wobei die alte Landstraße um das Zentrum herumgeführt wird. An der Stadtgrenze verläuft die Autobahn M1 mit der Anschlussstelle Bicske. Eine kleinere Straße verbindet die Stadt mit der Hauptstraße Nr. 811. Sie ist für die Region von zentraler Bedeutung für den Buslinienverkehr.